# Koo Jun-hoe
Koo Jun-hoe (em coreano: 구준회; nascido em 31 de março de 1997) mais conhecido como JU-NE (em coreano: 준회), é um cantor sul-coreano. Integra como vocalista principal o boy group sul-coreano iKON da YG Entertainment.
Ele apareceu em 2013 no programa realidade de sobrevivência "WIN:Who Is Next" como parte da "Team B", competindo contra outros trainees da YG para a chance de estrear como um grupo. Ele passou a aparecer no programa de acompanhamento "Mix & Match", que determinou a programação da iKON, junto com companheiros de banda B.I, Bobby, Jinhwan, Donghyuk, Yunhyeong e Chanwoo.

## Carreira

### Pré-estreia
Koo Jun-hoe fez sua primeira aparição na televisão com a idade de treze anos, no programa Star King da SBS. Em 2011, ele apareceu na primeira temporada de K-pop Star, onde ele chegou à quarta rodada de audições.

### WIN: Who Is Next, Mix & Match e iKON
Junhoe se juntou a YG Entertainment em abril de 2012. Como trainee, ele apareceu como um membro do "Team B" no programa WIN: Who Is Next, que foi ao ar na Mnet em 2013. O programa foi um show de 'sobrevivência' no qual duas equipes de treinadores do YG, "Team A" e "Team B" competiram pela chance de estrear como um grupo de garotos. Ambas as equipes competiram em três rodadas que consistem em um arranjo da canção, desempenho da dança, e composição original da canção. A equipe vencedora, Equipe A, foi determinada por voto público, passando a estrear como WINNER.
Em 2014, a YG Entertainment anunciou que os membros do Team B estariam voltando a competir em um segundo reality show de sobrevivência "Mix & Match" com a possibilidade de estrear como parte de um novo grupo de sete meninos. Enquanto três membros do Team B B.I, Bobby e Jinhwan - foram confirmados para a formação do novo grupo, Junhoe foi um dos três membros do Team B que iria competir uns contra os outros, bem como três novos trainees Chanwoo, Yang Hong-seok, e Jung Jin-hyeong para os quatros restantes lugares. Junhoe foi o primeiro trainee anunciado como um membro do novo grupo, iKON. O grupo estreou em outubro de 2015.
Como um membro do IKON, Junhoe esteve envolvido na produção das músicas do grupo, incluindo seu single de estréia "Rhythm Ta".

## Discografia e filmografia

### Músicas no Chart
| Ano  | Título                                                   | Posição | Vendas digitais |
| Ano  | Título                                                   | KOR     | Vendas digitais |
| ---- | -------------------------------------------------------- | ------- | --------------- |
| 2016 | "사랑인걸 (It's Love)" (Bobby, Koo Junhoe, Kim DongHyuk) | 20      | 54,668          |

### Vídeos de música
| Ano  | Título                | Artista      | Comprimento | Álbum        | Vídeo oficial | Notas    |
| ---- | --------------------- | ------------ | ----------- | ------------ | ------------- | -------- |
| 2013 | "Ringa Linga"         | Taeyang      | 3:49        | RISE         | BIGBANG       | Aparição |
| 2015 | "이리오너라 (Anthem)" | B. I & Bobby | 3:55        | Welcome Back | iKON          | Aparição |

### Créditos de produção
| Ano  | Artista | Canção      | Função                     | Álbum                                               |
| ---- | ------- | ----------- | -------------------------- | --------------------------------------------------- |
| 2013 | Team B  | "Climax"    | Co-letrista                | Win Final Battle                                    |
| 2015 | iKON    | "Rhythm Ta" | Co-compositor              | Welcome Back - Half Album On South Korean band iKON |
| 2015 | iKON    | "LOVE ME"   | Co-letrista, Co-compositor | "iKON - DUMB & DUMBER (Full Japanese Single)"       |

### Filmes e séries
| Ano  | Título                                   | Papel       | Notas            |
| ---- | ---------------------------------------- | ----------- | ---------------- |
| 2022 | Even if I Die Again (죽어도 다시 한 번)  | Bong-gyun   | Ator coadjuvante |
| 2023 | Bo-ra! Deborah (보라! 데보라)            | Yang Jin-ho | Ator coadjuvante |
| TBA  | Sparkling Watermelon (반짝이는 워터멜론) |             |                  |

### Reality shows e aparições
| Ano  | Canal  | Título                                                 | Notas                                                |
| ---- | ------ | ------------------------------------------------------ | ---------------------------------------------------- |
| 2009 | SBS    | Star King (놀라운 대회 스타킹)                         | "13 anos de idade Michael Jackson"                   |
| 2011 | SBS    | K-pop Star (K팝 스타 )                                 | Concorrente solo; Mais tarde como um membro do grupo |
| 2013 | Mnet   | WIN: Who Is Next (윈:후 이즈 넥스트 )                  | 10 episódios, estreou em 23 de agosto                |
| 2014 | Mnet   | MIX & MATCH (믹스 앤 매치 )                            | 9 episódios                                          |
| 2016 | JTBC   | Two Yoo Project Sugar Man (투유 프로젝트 – 슈가맨)     | Episódio 14; com Bobby e Donghyuk                    |
| 2016 | KBS    | Yoo Hee-Yeol's Sketchbook (유희열의 스케치북)          | Episódio 306; como iKON                              |
| 2018 | MBC TV | King of Mask Singer (미스터리 음악쇼 복면가왕)         | Episódios 139-140                                    |
| 2018 | MBC    | It's Dangerous Beyond the Blankets (이불 밖은 위험해 ) | Episódios 2-3                                        |
| 2022 | JTBC   | One Tree Table (외나무식탁 )                           | 4 episódios                                          |